# Амстелвен
Амстелвен (хол. Amstelveen) је град Холандије, у покрајини Северна Холандија. Према процени из 2008. у граду је живело 79.020 становника.

## Становништво
Према процени, у граду је 2008. живело 77.623 становника.
| 1980.  | 1990.  | 2000.  | 2008.  |
| ------ | ------ | ------ | ------ |
| 69.488 | 69.982 | 77.623 | 79.020 |